# Fenioux (Charente-Maritime)
Fenioux – miejscowość i gmina we Francji, w regionie Nowa Akwitania, w departamencie Charente-Maritime.
Według danych na rok 1990 gminę zamieszkiwały 133 osoby, a gęstość zaludnienia wynosiła 14 osób/km² (wśród 1467 gmin regionu Poitou-Charentes Fenioux plasuje się na 860. miejscu pod względem liczby ludności, natomiast pod względem powierzchni na miejscu 857.).